# たわら屋

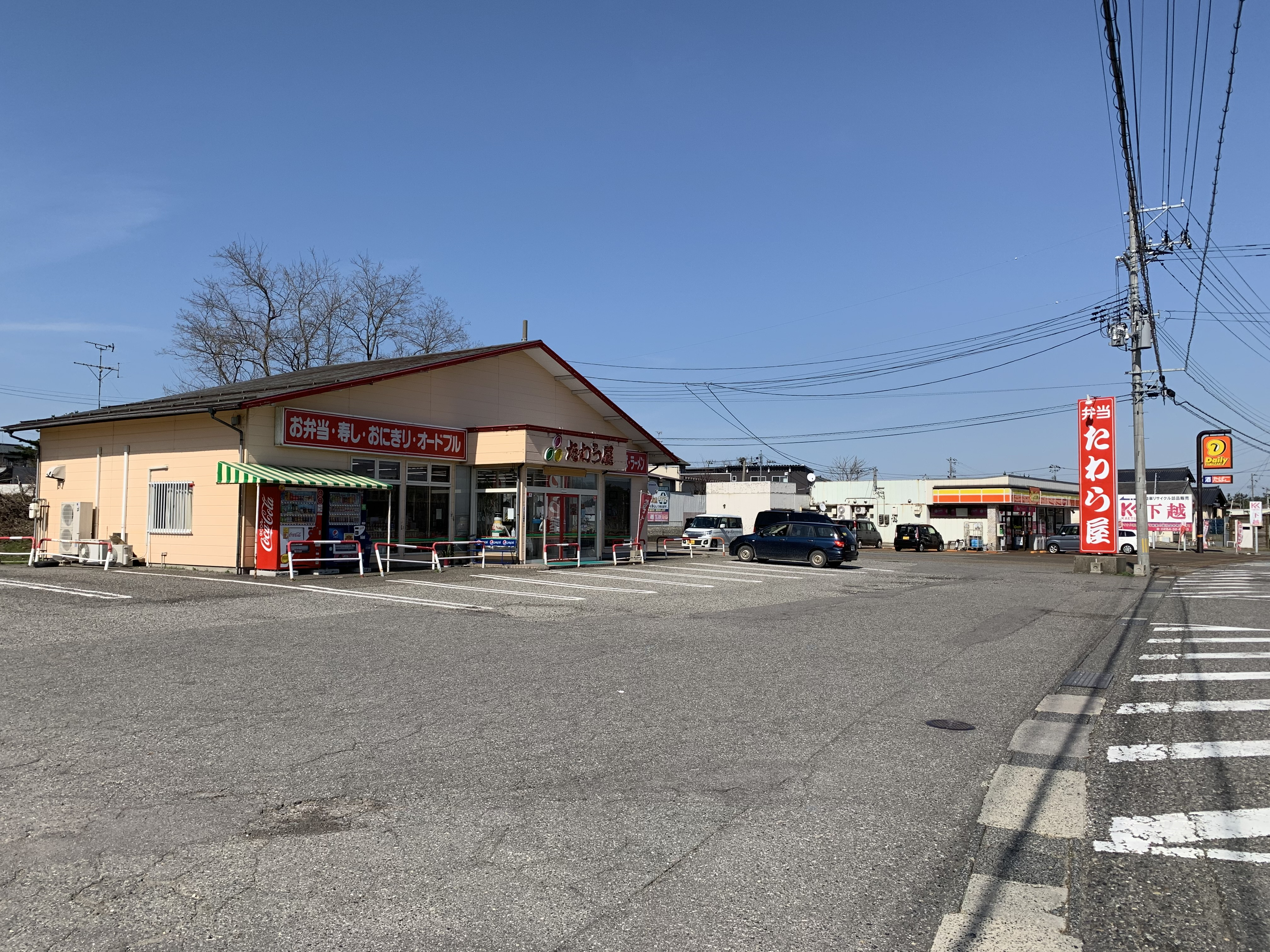
たわら屋網代浜店

たわら屋（たわらや）は、新潟県北蒲原郡聖籠町にある弁当販売店である。

## 概要

### 三田村による運営
かつては三田村により新潟県下越地方に展開するチェーン店として長らく運営されており、破産前時点では新潟市および聖籠町、新発田市、胎内市に計7店舗があった。テイクアウトのほか、店内飲食もできる形式がとられており、24時間営業が基本となっていた。

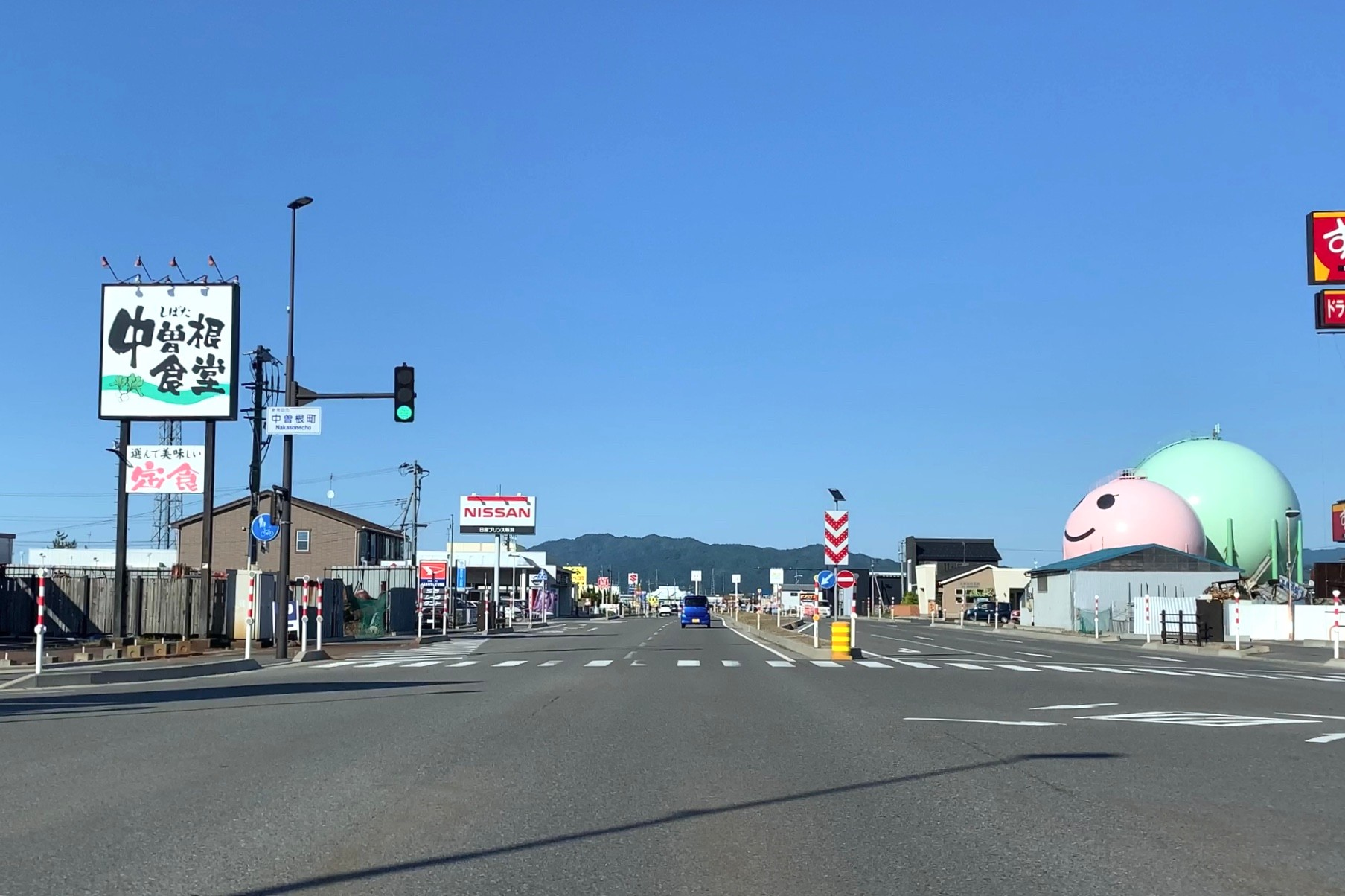
中曽根食堂の看板（2020年5月）

三田村は、2020年4月15日に新型コロナウイルス感染症の流行による影響を受け事業を停止。同年4月17日に新潟地方裁判所から破産手続開始決定を受けた。これにより、たわら屋の全店舗のほか、新発田市の「中曽根食堂」および新潟市中央区の「桜木食堂」、さらに新潟市内のスーパー銭湯「極楽湯」（旧・湯ったり苑）内の食堂「味処」の運営にも関わっていたが、これらの店舗も併せて閉店となった。
三田村は2020年12月9日に法人格が消滅した。

### ハマタクシーによる運営
2020年9月12日に新潟市東区の海老ヶ瀬店が、10月11日に聖籠町の網代浜店がワイケーホールディングス（東京都）傘下のハマタクシー（新潟市北区）の運営により営業を再開。24時間営業ではなくなったが、新型コロナウイルス感染症の流行に伴い国土交通省がタクシー車両を用いた飲食物輸送を特例的に認めたことを受け、弁当の宅配も視野に入れられている。
海老ヶ瀬店については2023年12月31日に再度閉店したため、聖籠町の網代浜店のみ営業を続けている。